# 홍원항
홍원항(洪元港)은 충청남도 서천군 서면 도둔리에 있는 어항이다. 1991년 1월 1일부로 국가어항으로 지정되었으며, 관리청은 해양수산부 서해어업관리단, 시설관리자는 서천군수이다.

## 연혁
- 서천군은 고려시대에는 '한산'이라 칭하게 되었으며, 고려 현종 9년에는 가림현에 속하였고, 조선 태종 13년에 비인현으로 개칭되고 난 후 1913년에 인근 행정구역을 서천군으로 통합하여 오늘에 이르고 있다.
- 홍원항은 풍부한 수산자원과 어종을 가지고 있어서 주민들의 생활근거지로 발전하여 왔으며 1992년 기본시설에 대한 계획을 수립하면서 개발에 착수해 1998년부터 계획을 일부 조정하여 2000년에는 기본시설계획을 완성했다.[1]

## 어항 구역
홍원항의 어항구역은 다음과 같다.
- 수역: 서방파제 기부에서 N25° W방향 80m점(해상)에서 N60° E방향 800m점(해상)과 이점에서 직각으로 육지부를 연결하는 선을 따라 형성된 공유수면[2]
- 육역: 충청남도 서천군 서면 도둔리 1222-10 외 13필지(상세내역은 생략)[3]

## 개발 계획
2007년 3월 16일 홍원항 다기능어항 개발계획이 고시되었다. 주요 내용은 다음과 같다.
- 정부투자: 돌제(신설) 80m, 돌제(증설) 20m, 준설 1식, 급·배수시설 1식, 취수시설 1식, 포장공 1식, 마리나방파제 180m, 친수시설 281m, 낚시잔교 100m, 마리나선양장 109m, 조경 및 전기 1식, 부대공 1식
- 민간투자: 마리나시설 1식, 숙박시설(가족호텔) 1식, 번지점프장 및 휴게실 1식, 다이빙공간 및 수상카페 1식

## 축제
- 2010년 10월 2일부터 홍원항에서 서천군이 주최하는 '제10회 홍원항 자연산 전어축제'가 개최되었다.[5]